# Dionigi Tortora
Dionigi Tortora (Roma, 3 giugno 1911 – Berat, 14 novembre 1943) è stato un militare e partigiano italiano, medaglia d'oro al valor militare alla memoria.

## Biografia
Lavorava presso i Servizi tecnici del Comune di Roma quando, nel luglio del 1940, fu chiamato alle armi come ufficiale di complemento d'artiglieria. Mandato in Albania, Tortora, l'8 settembre 1943, si trovava a Tirana, al comando del 13º Raggruppamento artiglieria Guardie alla Frontiera.
All'annuncio dell'armistizio, per non consegnarsi ai tedeschi, Tortora convinse i suoi uomini a seguirlo in montagna e a resistere con le armi in pugno. Cadde due mesi dopo, combattendo contro preponderanti forze tedesche, ma consentendo al grosso del suo reparto di sganciarsi.
Al suo ex funzionario, il Comune di Roma ha intitolato una via.